# Vizcaya
Vizcaya (baskisk: Bizkaia) er et historisk territorium og en provins i Baskerlandet, i det nordlige Spanien. Hovedstaden er Bilbao (Bilbo). Vizcaya er en af de rigeste provinser i Spanien takket være den massive industrialisering i begyndelsen af 1900-tallet. Provinsen har omkring 1,1 millioner indbyggere, og omkring  en tredjedel bor i provinshovedstaden Bilbao og næsten 90 % i storbyområdet der omkring.  
Andre byer i provinsen er Barakaldo, Getxo, Portugalete, Durango, Basauri, Galdakao og Balmaseda. Provinsen har 111 kommuner. 
Vizcaya grænser til provinserne Cantabrien og Burgos i vest, Guipúzcoa i øst og Álava i syd. I nord ligger Biscayabugten. Orduña (Urduña) er en eksklave som hører til Bizkaia og ligger mellem provinserne Alava og Burgos. 